# Kemar Roofe
Kemar Roofe (* 6. Januar 1993 in Walsall) ist ein englisch-jamaikanischer Fußballspieler, der auf der Position des Stürmers spielt.

## Karriere

### Verein
Roofe begann in der Jugend bei West Bromwich Albion mit dem Fußball. Von der U18 aus wurde er für eine kurze Zeit im Jahr 2011 an den isländischen Erstligisten Víkingur Reykjavík verliehen. Dort machte er jedoch nur zwei Spiele. Kurz nach Rückkehr von der Leihe avancierte Roofe in die U23 von West Brom. Von dieser aus folgten sehr viele Leihen in die EFL League Two und One. Die meisten dieser Leihen hatten nur eine Laufzeit von zwei bis drei Monaten. Anfang 2015 wurde er dann an Oxford United verliehen, die jedoch die damals verfügbare Kaufoption zogen. In der League Two machte er für Oxford insgesamt 56 Spiele und 23 Tore. 2016 ging Roofe für 3,5 Millionen Euro in die Championship zu Leeds United, wo er sich etablierte und sofort einen Stammplatz sicher hatte.
Nach über 100 Spielen für Leeds wechselte er Anfang August 2019 für sechs Millionen Euro nach Belgien in die Division 1A zum RSC Anderlecht. Bei Anderlecht verfolgte ihn jedoch das Verletzungspech. Zunächst verletzte er sich am Knöchel und dann an der Wade. Sein Debüt in der Division 1A gab er zwischen den beiden Verletzungen, am 29. September 2019 gegen Waasland-Beveren (0:0). Entsprechend bestritt er nur 13 von 27 möglichen Spielen für den RSC Anderlecht.
Anfang August 2020 wechselte er zurück auf die britischen Inseln und unterschrieb einen Vertrag mit einer Laufzeit von vier Jahren bei den Glasgow Rangers. Im Europa-League-Spiel gegen Standard Lüttich am 22. Oktober 2020 traf Roofe aus 49,9 m zum 0:2-Endstand und stellte damit einen neuen Rekord in der Europa League für den Treffer aus der weitesten Distanz auf. Dieser Rekord wurde eine Woche später von Jordi Gómez beim Spiel Omonia Nikosia gegen PSV Eindhoven übertroffen. In seiner ersten Saison 2020/21 traf er in 24 Ligaspielen bereits 14 Mal. Die Folgesaison beendete er mit seinem Team im Europa-League-Finale gegen Eintracht Frankfurt, als man im Elfmeterschießen verlor. Roofe kam wettbewerbsübergreifend auf 16 Tore in 36 Spielen.

### Nationalmannschaft
Am 5. September 2021 debütierte er gegen Panama für die A-Nationalmannschaft über die vollen 90 Minuten.

## Erfolge
Glasgow Rangers
- Schottischer Meister: 2021
- Schottischer Pokalsieger: 2022
- UEFA-Europa-League-Finalist: 2022